# Zetobora monastica
Zetobora monastica är en kackerlacksart som beskrevs av Henri Saussure 1862. Zetobora monastica ingår i släktet Zetobora och familjen jättekackerlackor. Inga underarter finns listade i Catalogue of Life.